# Sinnersdorf (Pulheim)
Sinnersdorf ist Teil der Stadt Pulheim und liegt im nördlichen  Rhein-Erft-Kreis, nordwestlich von Köln.

## Geographie
Landschaftlich liegt Sinnersdorf in der Kölner Bucht, auf der Niederterrasse des Rheins.
Durch seine Lage im Umland der Stadt Köln hat es stark von der Suburbanisierung in der zweiten Hälfte des 20. Jahrhunderts profitiert und ist daher vor allem durch in dieser Zeit entstandene Wohngebiete gekennzeichnet. Ländliche Strukturen finden sich nur noch vereinzelt im Ortskern, vor allem im Bereich der Roggendorfer Straße.

## Geschichte
Die erste urkundliche Erwähnung Sinnersdorfs als „Sunrisdorp“ datiert vom 3. Juni 1230 (evtl. auch 1233, da das Datum der Quelle nicht eindeutig lesbar ist), eine frühere Besiedlung ist aber wahrscheinlich. Der Name Sinnersdorf leitet sich vermutlich vom mundartlichen Siedlungsnamen „Sönneschdörp“ ab, was so viel wie „Dorf des Sunirih“ heißt. Die Umstände und der Zeitpunkt der Namensgebung sind nicht bekannt.
Seit dem Mittelalter wurde das Dorf vom Herzogtum Berg und vom Kurfürstentum Köln gemeinsam verwaltet. Daran erinnern im heutigen Wappen das kurkölnische Kreuz und der Bergische Löwe. Mit dem Frieden von Lunéville 1801 fiel Sinnersdorf unter französische Herrschaft und gehörte zur „Mairie de Stommelen“. Nach dem Wiener Kongress 1815 wurde das Rheinland Teil Preußens, und die kommunale Zugehörigkeit Sinnersdorfs wechselte in der Folge mehrmals.
Die kleine jüdische Gemeinde in Sinnersdorf soll noch um 1800 größer als die in Stommeln gewesen sein, 1892 sind jedoch keine jüdischen Bewohner mehr nachweisbar. Ein jüdischer Friedhof wurde wohl vor 1728 in der Flur „Am Judenkirchhof“ angelegt. Der bis 1900 belegte Begräbnisplatz fiel 1968/69 dem Autobahnbau zum Opfer und ist nicht mehr erhalten.
1964 schied die Gemeinde Sinnersdorf mit ihren Ortsteilen Auweiler, Esch, Pesch und Orr sowie dem Gut Stöckheim aus dem Amt Pulheim aus und wurde eine amtsfreie Gemeinde. Mit der kommunalen Neugliederung (Köln-Gesetz), die am 1. Januar 1975 in Kraft trat, wurde der Großteil der Gemeinde (11,38 km² mit 9756 Einwohnern) schließlich nach Köln eingemeindet, während die Orte Sinnersdorf und Orr (7,78 km² mit 3107 Einwohnern) Teil der neu gebildeten Gemeinde Pulheim wurden (ab 1981 Stadt Pulheim).
Die zweite Hälfte der 1960er und die 1970er Jahre waren von einem starken Bevölkerungswachstum und großflächigen Erweiterungen geprägt, was sich durch die Lage Sinnersdorfs inmitten des sich entwickelnden Kölner Speckgürtels erklärt. Die Einwohnerzahl verfünffachte sich bis Anfang der 1980er Jahre auf rund 5000 Personen und führte so zu einer Überprägung des zuvor ländlichen Ortscharakters.
Das Jahr 1983 stand im Zeichen der 750-Jahr-Feier des Ortes.

## Politik

### Ortsvorsteher
Josef Klaes (CDU) seit 1994

### Wappen
| Wappen von Sinnersdorf | Blasonierung: „In Silber (Weiß) vorn ein schwarzes Kreuz, hinten ein steigender roter Löwe, beide belegt mit einem schräg gestellten, mit der Spitze nach oben gerichteten goldenen (gelben) Schwert.“ |
| Wappen von Sinnersdorf | Wappenbegründung: Kurkölnisches Kreuz, Bergischer Löwe und das Schwert als Symbol St. Martin, den Pfarrpatron der Mutterpfarre Esch auf dem Griesberg.                                                 |

Das Wappen wurde am 30. Juni 1966 durch den Innenminister von Nordrhein-Westfalen bestätigt.

### Bürgermeister
- 1945–1946 Christian Schmitz
- 1946–1956 Peter Fendel
- 1964–1969 Wilhelm Hostkotte
- 1969–1974 Herbert Golsch

## Infrastruktur

### Verkehr
| Linie | Linienverlauf |
| ----- | --- |
| 125   | Sinnersdorf – Köln-Esch/Auweiler – Pesch – Longerich – Chorweiler Bf – Weiler |
| 980   | (Worringen S –) Sinnersdorf – Pulheim Bf – Geyen – Sinthern – Abtei Brauweiler – Brauweiler – Königsdorf Bf – Buschbell – Hücheln – Frechen Rathaus                                            |
| SB91  | Schnellbus: Dormagen Bf – Hackenbroich – Worringen S – Sinnersdorf – Pulheim – Geyen – Brauweiler – Weiden West – Hücheln – Frechen Rathaus – Hürth Mitte (ZOB) – Kendenich – Heide – Brühl Bf |

Durch seine Lage nahe der A 57 (Anschlussstelle Worringen) wurde die teils enge Ortsdurchfahrt von Sinnersdorf seit den 1960er Jahren stark von Durchgangsverkehr aus den Nachbarorten Pulheim und Stommeln belastet. Im Jahre 1998 konnte das erste Teilstück der lange geforderten Ortsumgehung (Nordumgehung L 93n) fertiggestellt werden, was zu einer deutlichen Reduktion der Belastung durch Verkehr aus Richtung Roggendorf und Stommeln führte. Die Weiterführung der Umgehungsstraße (Westumgehung L 183n) für den Verkehrs aus und nach Pulheim wurde im Oktober 2018 fertiggestellt. Nach deren Fertigstellung soll eine umfassende Umgestaltung der Ortsmitte mit Reduzierung der Verkehrsfläche erfolgen. Ein erster Bauabschnitt, die Neugestaltung des Kirchenvorplatzes, wurde bereits im Jahr 2007 realisiert.
Im Busverkehr werden die sechs Sinnersdorfer Haltestellen durch drei Linien bedient: die 980 (Richtung Frechen, in der HVZ in Gegenrichtung bis Köln-Worringen) und der SB91 (Dormagen–Brühl) der REVG sowie die Linie 125 der KVB, die den Kölner Nordwesten in Richtung Volkhoven/Weiler ansteuert.

### Schule
Im Jahre 1971 wurde die in der Ortsmitte neu errichtete Gemeinschaftsgrundschule mit Turnhalle eröffnet, ein zweiter Bauabschnitt drei Jahre später. Im Jahre 1984 erhielt sie den Beinamen Horionschule, benannt nach Johannes Horion.

### Rettungswache
Am Ortsausgang Richtung Stommeln befindet sich eine Rettungswache der Stadt Pulheim, die vom Malteser Hilfsdienst besetzt ist, sowie ein Standort des Deutschen Roten Kreuzes.

## Kultur und Sehenswürdigkeiten

### Bauwerke

#### Katholische Pfarrkirche St. Hubertus

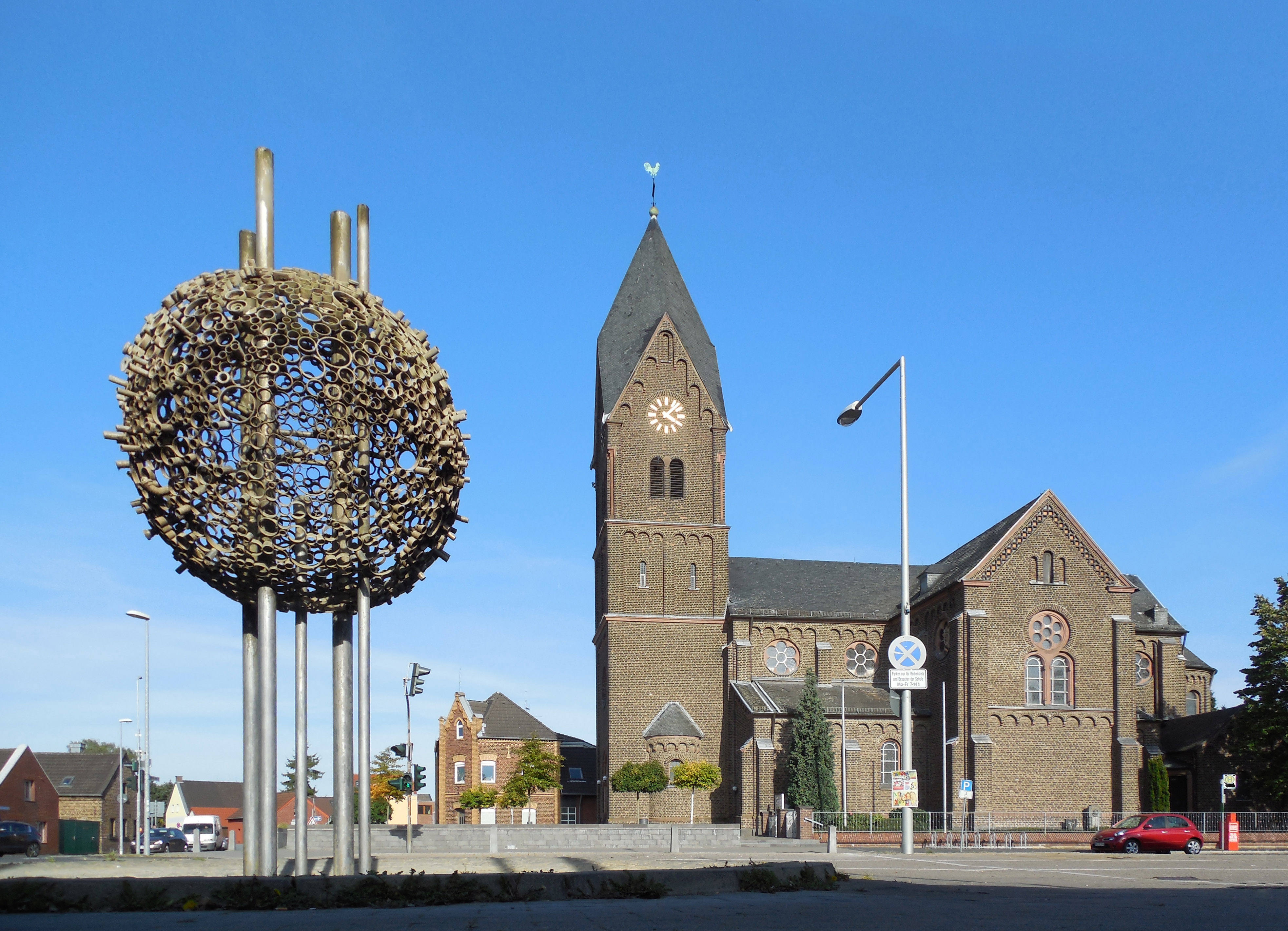
Brunnen und Kirche in der Ortsmitte von Sinnersdorf

Die Ortsmitte wird geprägt durch die 33 Meter hohe, in den Jahren 1877–79 im Stil der Neoromanik errichtete katholische Pfarrkirche St. Hubertus. Sie ist das erste Wahrzeichen von Sinnersdorf. Drei der vier Glocken des heutigen Geläuts (St. Hubertus, Mutter Gottes, Maria Magdalena) stammen aus dem Jahr 1961, die vierte (St. Agnes) aus dem Jahr 1927.

#### Evangelische Friedenskirche
Unweit der katholischen Kirche befindet sich die Evangelische Friedenskirche. Sie wurde 1990 eingeweiht und ist eine Kombination aus Kirche und Gemeindehaus.

#### Stelzenhäuser

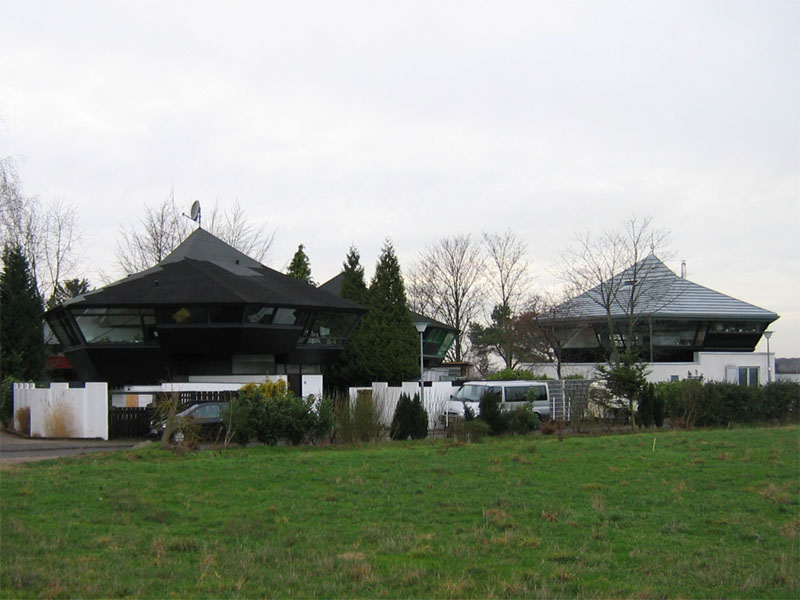
Stelzenhaus-Siedlung am Ortsrand von Sinnersdorf

Eine architektonische Besonderheit findet sich am Ortsausgang Richtung Köln-Roggendorf. Hier entstand Ende der 1960er Jahre eine Siedlung pilzförmiger Stelzenhäuser des Tübinger Architekten Heinrich Johann Niemeyer. Das Haus Chemosphere in Los Angeles dürfte die Anregung hierzu gegeben haben. Von den zwölf geplanten Bungalows auf Pfählen wurden allerdings nur neun vollendet.

### Brunnen
Ein weiteres Wahrzeichen Sinnersdorfs ist der vom Sinnersdorfer Künstler Wolfgang Göddertz geschaffene und 1976 vor der Grundschule aufgestellte Brunnen. Er besteht aus rund 1700 Edelstahlteilen.

### Vereinsleben
Sinnersdorf verfügt über ein ausgeprägtes Vereinsleben. Die unterschiedlichen Vereine sind organisiert in der Interessengemeinschaft Sinnersdorfer Ortsvereine e. V.

## Persönlichkeiten

### Söhne und Töchter des Ortes
- Johannes Horion (* 27. März 1876 in Marienforst bei Godesberg; † 19. Februar 1933 in Düsseldorf), Dr. jur., Landeshauptmann der ehemaligen Rheinprovinz, wuchs in Sinnersdorf auf.
- Jack Schiefer (* 16. April 1898 in Sinnersdorf; † 29. Januar 1980 in Erkelenz), Dr. rer. pol., Sozialdemokrat, Schriftsteller, Widerstandskämpfer und Häftling in der NS-Zeit, 1945 erster Landrat und 1946 Oberkreisdirektor im damaligen Kreis Erkelenz, Ressortleiter ‚Arbeit und Soziales‘ bei der Europäischen Gemeinschaft für Kohle und Stahl in Luxemburg, dem Vorläufer der heutigen EU.
- Wolfgang Göddertz (* 16. August 1944 in Gustorf; † 12. Juli 2016 in Sinnersdorf[9]), Metallbildhauer, lebte in Sinnersdorf.

### Ehrenbürger
- Heinrich Klein (1874–1965), Mitglied der Gemeindeverwaltung, Vorsitzender von Bauernverein und Zentrumspartei (Ehrenbürger der Gemeinde Sinnersdorf am 1. Januar 1964, Ehrenbürgerschaft durch Stadt Pulheim übernommen)
- Wilhelmine Jorde (1895–1967), Lehrerin (Ehrenbürgerin der Gemeinde Sinnersdorf am 19. Januar 1964, Ehrenbürgerschaft durch Stadt Pulheim übernommen)
- Peter Fendel (1904–1974), Bürgermeister der Gemeinde Sinnersdorf, Mitglied des Gemeinderates und der Amtsvertretung Pulheim (Ehrenbürger der Gemeinde Sinnersdorf am 19. Juli 1966, Ehrenbürgerschaft durch Stadt Pulheim übernommen)
- Ulrich Hollmann (1934–2019)[10], Rektor der Grundschule, Ortsvorsteher und Mitglied des Pulheimer Stadtrates (Ehrenbürger der Stadt Pulheim am 20. Dezember 2000)

Nach Jorde, Fendel und Klein wurden jeweils Straßen in Sinnersdorf benannt.